# Martin Eigler der Ältere

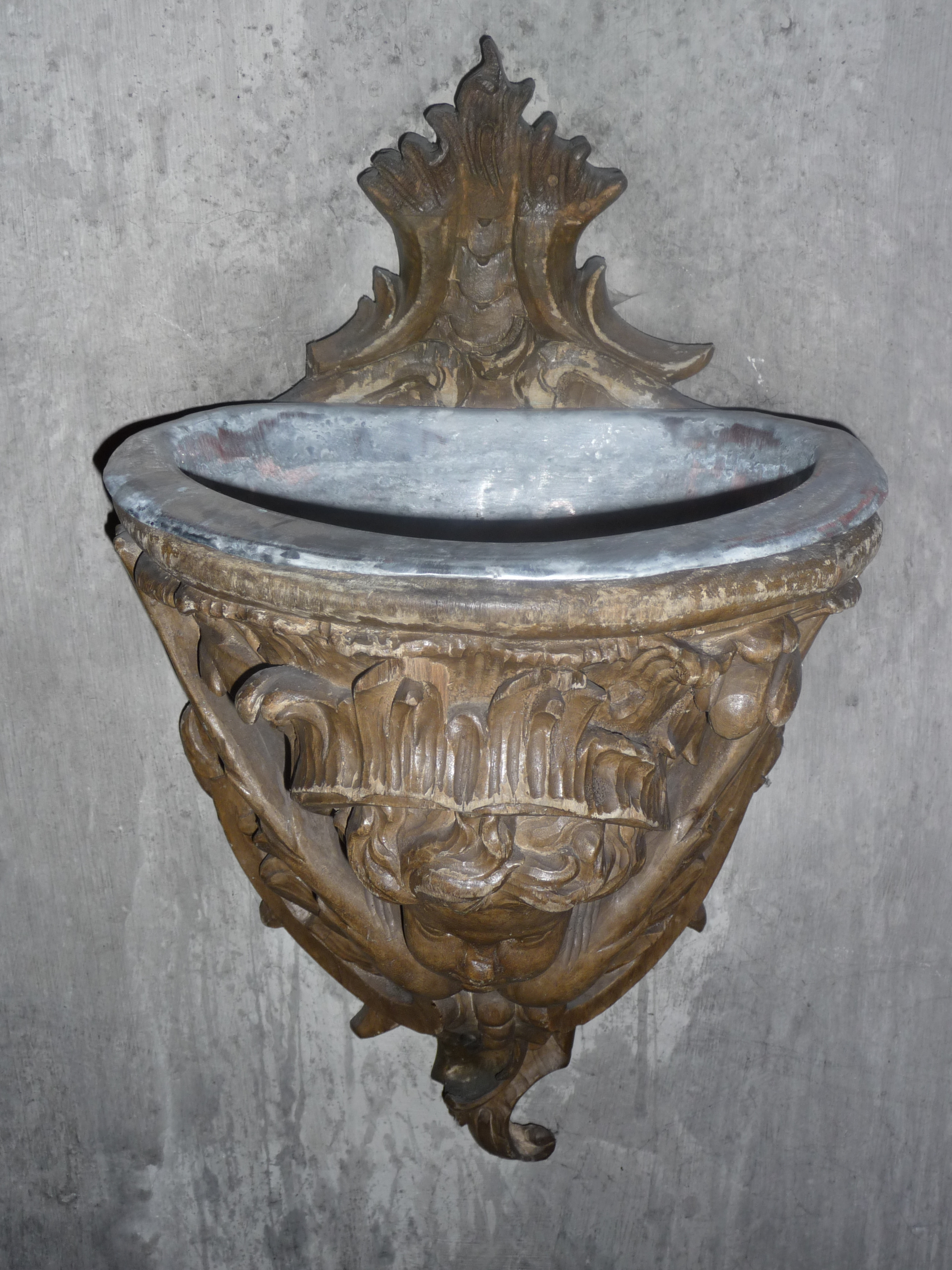
Um 1752 geschnitztes Weihwasserbecken in der Stiftskirche in Baden-Baden

Martin Eigler der Ältere (auch Aigler; † 1769) war Hofschreiner der Markgrafen von Baden-Baden in Rastatt bzw. Ettlingen.
Er kam aus Bregenz und schuf unter anderem die Altäre in der Schlosskirche Rastatt (1732), der Klosterkirche Kloster Lichtenthal (1756), der Wallfahrtskirche Maria Bickesheim (1737) und einen nur noch teilweise erhaltenen Altar in Ötigheim (1747/48) sowie den Orgelprospekt der Silbermann-Orgel in der Stiftskirche Baden-Baden (1753; heute in Karlsruhe-Bulach).
Auf seinen Sohn Martin Eigler den Jüngeren (1756–1806) geht unter anderem der Altar der alten Kirche von Würmersheim (1778) zurück.